# ملكة جمال الدولية 1989
ملكة جمال الدولية 1989، هي نسخة مسابقة ملكة جمال الدولية التاسعة والعشرين في تاريخ مسابقة ملكة جمال الدولية منذ انطلاقتها عام 1960، أقيمت في 17 سبتمبر 1989 في مسرح أوبرا كانازاوا في كانازاوا استضاف المسابقة ماسومي أوكادا، في نهاية الحدث توجت "إيريس كلاين" عارضة أزياء وملكة جمال ألمانية وهي ثاني مندوبة من بلدها ألمانيا تفوز بلقب ملكة جمال الدولية في عام 1989.

## النتائج

### المراكز النهائية
| النتائج النهائية       | المتنافسة |
| ---------------------- | --- |
| ملكة جمال الدولية 1989 | - ألمانيا - ايريس كلاين |
| الوصيفة الأولى         | - بولندا - أنيتا كريغليتسكا |
| الوصيفة الثانية        | - فنزويلا - كارولينا أومانا تروخيو |
| نصف النهائي            | - المكسيك- إريكا سالوم إسكالانتي - نيوزيلندا - روشيل بويل - أستراليا - جودي مارتل - المملكة المتحدة - فيكتوريا سوزانا ليس - الدنمارك - ماريا جوزفين هيرس - فنلندا - مينا كارينا كيتيلا - هاواي - شيري تيكسيرا - هولندا - جيسلين ميدويلك - أيسلندا - جودرون إيجولفسدوتير - كوريا - كيم هي جونغ - إسبانيا - مرسيدس مارتن مير - الولايات المتحدة - ديبورا لي هوستي |

## الروابط الخارجية
- موقع ملكة جمال الدولية الرسمي